# Friskytt
Friskytt, ett äldre svenskt ord för deltagare i frivilligt stridande förband, en frikår. 

## Historia

### Sverige
Under det skånska kriget 1676–1679 organiserade den danska militärmakten kompanier som kallades "kungens friskyttar". Dessa rekryterades oftast bland ortsbefolkningen i skånelandskapen men det förekom medlemmar från alla delar av Danmark samt enstaka tyskar, polacker och svenskar. De fick betalt av staten och tillbringade vintrarna i logement på andra sidan Öresund. Friskyttarna organiserades ofta i häradsvisa kompanier på uppdrag av en bonde som anmält sitt intresse till de danska myndigheterna och sedan fick licens på ett kompani på allt mellan 20 och 80 män, men andra kompanier bestod till exempel av studenter från Köpenhamn och Lund samt av soldater från både danska och svenska armén. De danska friskyttarna bestod inte enbart av frivilligt stridande utan inkluderade reguljära danska soldater som fått uppdraget att strida i friskyttestyrkorna.  
De skånska friskyttarnas strategiska roll: En stor del av Skåne var ingenmansland under det skånska kriget: danskarna hade förskansat sig i de två enklaverna Landskrona och Helsingborg och svenskarna i Malmö och senare också i Kristianstad, men resten av territoriet var i princip statslöst och små grupper (partin) av manskap gav sig ut från de befästa enklaverna för att proviantera, furagera och söka skärmytsling med fienden. Denna sortens krig kallades ”partikrig” och var tidstypisk för det tidigmoderna Europa då skjutvapnen börjat slå igenom på allvar och krigföring blev allt dyrare och svårare att genomföra i traditionell mening. Stora fältslag gav oftast inte något definitivt utslag men kostade enorma summor pengar. Istället kom det oftast till utmattningskrig mellan olika garnisoner som satt i befästa städer som Kristianstad i Skåne eller Kristiansand i Norge. En dyster konsekvens av denna sorts krigföring var att landet runtomkring fästningarna förstördes totalt eftersom det ofta blev så att man tog till den brända jordens taktik och brände allt, så att inte fienden fick det. Det enklaste i sådana situationer var att använda sig av lättrörliga småtrupper, oftast kavalleri, men även av fotfolk. På kontinenten var det till exempel de habsburgska kroaterna som var bland de skickligaste trupperna i den sortens krig. I Danmark importerade man några småkontingenter av kroater men inrättade också egna specialstyrkor som kungens friskyttekår. Från dansk sida fördes partikriget i Skåne med hjälp av 1.) reguljära specialkommandon 2.) friskyttar och kroater 3.) fogdar, länsmän och skovridere. Dessa kategorier var i teorin inte stridsförande utan följde med trupperna för att sköta skatteindrivning och proviantering men i praktiken rörde det ofta om män som väl visste hur vapen skulle hanteras. 4.) traditionella "snapphane "trupper. Denna fjärde kategori bestod av privatpersoner som tog till vapen utan att direkt stå under danska krigsledningens kommando. Linjen mellan dessa kategorier var inte alltid särskilt klar.
Dessa friskyttar betraktades som snapphanar av de svenska myndigheterna och bestraffades med dödsstraff om de hamnade i svenska händer.

### Europa
Andra exempel på friskyttar är belgiska medborgare som under första världskriget organiserade sig i kampen mot de tyska ockupanterna. Dessa franktirörer stod utanför den dåvarande krigsfolkrättens skydd och betraktades som illegala kombattanter.

## Friskytten i folktron
Friskytt är enligt folktron redan under medeltiden en skytt, som på grund av förbund med djävulen är i besittning av frikulor och har förmåga att med sin jaktbössa alltid träffa sitt villebråd. Detta är dock endast fallet med sex kulor, medan den sjunde tillhör den onde och tar den riktning han föreskriver. Friskyttemotivet har använts av den tyske författaren Johann August Apel i berättelsen Der Freischütz (1810–1814), vilken även ligger till grund för Carl Maria von Webers opera (1820) med samma namn.